# Zsély
Zsély (szlovákul: Želovce) község Szlovákiában, a Besztercebányai kerületben, a Nagykürtösi járásban.

## Fekvése
Nagykürtöstől 10 km-re délre, a Kürtös-patak partján fekszik.

## Élővilága
Jelenleg a faluban 2 gólyafészek-alátétet tartanak nyilván.

## Története
A régészeti leletek tanúsága szerint területén már az újkőkorszakban is éltek emberek. A Mankóhegyen kvád használati eszközöket, az Istenhegyen római cseréptöredékeket találtak a régészek. A Fingó dűlőben 6–8. században használt avar-szláv temetőt tártak fel. Különösen a női sírokban találtak értékes, 7. és 8. századra keltezhető arany, ezüst és bronz ékszereket.
A középkori falu kezdetei a 13–14. századra tehetők, első írásos említése 1327-ben "Zel", "Zeel" alakban történt. A honti várispánsághoz tartozott, majd 1290-től a Balassák birtoka. A 14. század elején Csák Máté foglalta el és híveinek, a Kacsics nemzetség tagjainak adta. Csák Máté halála után Károly Róbert király visszaadta a Balassáknak. 1334-ben Zsély, mint jobbágyfalu a család kékkői uradalmának része volt. A mohácsi csatát követő zavaros időszakban Balassa Zsigmond megszerezte a divényi uradalmat és a falut hozzá csatolta.
1554 és 1593 között a török hódoltság részeként török uralom alatt állt. 1579-ben 29 háztartása adózott a töröknek.
1594-ben a nógrádi várak felszabadításával megszűnt a török uralom a településen. 1598-ban 15 házat írtak össze a faluban, melynek ekkor Soós Gábor az ura.
Később újra visszakerült a Balassákhoz. A 17. század közepén Balassa Imre birtoka, akinek 1683-ban bekövetkezett halálával – a divényi uradalommal együtt – Zsély a királyra szállt.
1686-ban I. Lipót császár az uradalmat gróf Zichy Istvánnak adta.
1772-ben gróf Zichy Ferenc kastélyt építtetett itt, melyet birtokainak központjává tett, majd új templomot is építtetett a községnek. 1828-ban 124 házában 885 lakos élt, akik főként mezőgazdasággal, szőlőtermesztéssel foglalkoztak. A falu mezőgazdasági jellegét később is megőrizte.
A Zichy birtokon a 19. század folyamán több major is létesült, ahol a mezőgazdasági termelés a legkorszerűbb eszközökkel folyt. Ilyenek voltak a Forrás, Karikások, Bikamáj, Peserány és Ortás majorok, melyek azonban később megszűntek.
1862-ben egy tűzvészben az egész falu leégett.
A 20. század elején Nógrád vármegye Balassagyarmati járásához tartozott.
Vályi András szerint "ZSEL. Szabad puszta Nógrád Várm. földes Ura Gróf Zichy Uraság, fekszik Szent Iványhoz közel, és annak filiája."
Fényes Elek szerint "Zsély, Nógrád m. magyar-tót f. 862 kath., 13 evang. lak. Kath. paroch. templom. Főldje, rétje, elég; Szőlőt is mivel. A földes uraságnak, t. i. a gr. Zichy senoratusnak még egészen ki nem épült kastélya van itt. Savanyu vizforrás. Ut. p. Balassa-Gyarmat."
Nógrád vármegye monográfiája szerint "Zsély. Balassagyarmat közelében fekszik. Magyar kisközség, körjegyzőséggel. Házainak száma 159 és nagyrészt róm. kath. vallású lakosaié 900. Postája helyben van. Távírója és vasúti állomása Balassagyarmat. Legrégibb birtokosai a Balassák ősei voltak. A 13. század második felében Péter, honti főispán birtoka, kinek halála után, 1290-ben, az özvegyével kötött egyezség szerint, férfirokonai: Bettér zólyomi főispánnak, a Balassák tulajdonképeni ősének, továbbá Demeter, pozsonyi és zólyomi főispánnak, végül Detre fia Mikónak a birtokába került. Ettől kezdve, az egész középkoron át, szakadatlanul a Balassa család volt a földesura. Utóbb behódolt a törököknek és 1562–1563-ban Diváne Ali hűbérbirtoka volt. Ekkor 19 adóköteles házát írták össze. 1579-ben 25 ház után adózott. 1585–1586-ban Hasszán szécsényi szandzsákbég hűbérbirtokai közé tartozott. 1670-ben Balassa Imre és Péter birtoka, a kik Keller Jánosnak és nejének Komáromy Erzsébetnek 300 tallérért elzálogosították. Ezektől azonban Mailáth Miklós királyi ügyigazgató 1680-ban visszaváltotta. Később Horváth János és neje Jánosy Judith birtokába jutott, a kik Koháry Istvánnak és Jánosnak engedték át 300 tallérért. Balassa Imre hűtlensége következtében a divényi uradalom a magyar koronára szállott és Lipót király 1686-ban gróf Zichy Istvánnak adományozta. Az adománylevélben Zsély is bennfoglaltatván, ez alapon a Zichy család visszaváltotta azt a gróf Koháryaktól. A divényi uradalmat gróf Zichy Istvánnak 1687 január 7-én kelt végrendeletével, elsőszülöttségi s az elsőszülöttek kihalta esetén senioratusi hitbizománynyá alakították át. E végrendelet következtében Zsély I. Ádámra, majd ennek fiára Károlyra szállott, a ki azonban 1741 június 14-én fiutódok nélkül halván el, ettől kezdve az uradalmat a család seniorja haszonélvezi. Az itteni nagyszabású kastélyt, a nagyteremmel együtt, 1772-ben gróf Zichy Ferencz győri püspök, a nyugati részt pedig gróf Zichy Károly († 1876) építtette. A kastély nagytermében vannak elhelyezve a család seniorainak és a hitbizomány alapítójának arczképei. A kastélyban van elhelyezve a Zichy család híres levéltára, melyet 1858-ban szállítottak át a palotai várból Zsélyre. Jelenleg gróf Zichy Nándor a senioratus haszonélvezője. Az itteni plebániát 1771-ben alapították és a templom is ez időtájt épült. A községhez tartozik a zsélyi Sósárfürdő, melyet egészséges levegője, kies vidéke és hatásos vize miatt sokan felkeresnek, továbbá Forrás-puszta, Károly-major, Mankó-dülő, Ortás-puszta és Peszerény."
Az első világháborúban 9 zsélyi lakos esett el. A trianoni békeszerződésig Nógrád vármegye Balassagyarmati járásához tartozott. 1926-ban megalapították a Viktória kulturális és sportegyesületet. 1930-ban tűzoltó egyesület, 1932-ben gazdaegyesület alakult. 1938 és 1944 között újra Magyarország része volt.
Termelőszövetkezete 1949-ben alakult, a falut bekötötték az elektromos hálózatba és megindult az autóbusz-közlekedés. 1953-ban meteorológiai állomás létesült. 1974-ben határában víztározót építettek. 1975-ben felépült az új iskolaépület és a kultúrház. 1983-ban felépült a közösségi ház új épülete.
A határában feltörő gyógyvizű forrásokat már az avarok is ismerték. A négy sósvizű forrás egyikét a 18. században só termelésére használták. A 19. században a falutól 3 km-re keletre, két forrás felhasználásával fürdőt létesítettek. A háborús károkat követően 1945-46-ban renoválták, 1970-ig még Anna bálokat is rendeztek itt. 1977-től a ČSAD rekreációs központja működött itt. 1995 után a fürdőt bezárták, épületei fokozatosan tönkrementek és lebontották őket.

## Népessége
| Év:            | 1994. | 2004.   | 2014.   | 2024.    |
| -------------- | ----- | ------- | ------- | -------- |
| Emberek száma: | 1324  | 1314    | 1289    | 1154     |
| Eltérés:       |       | -0,75 % | -1,90 % | -10,47 % |

| Év:            | 2023. | 2024.   |
| -------------- | ----- | ------- |
| Emberek száma: | 1177  | 1154    |
| Eltérés:       |       | -1,95 % |

1910-ben 920 lakosából 890 magyar, 29 szlovák volt; ebből 775 római katolikus, 128 evangélikus, 10 izraelita.
1991-ben 1367 lakosából 1074 szlovák és 285 magyar volt.
2001-ben 1307 lakosából 1001 szlovák és 287 magyar volt.
2011-ben 1331 lakosából 1063 szlovák és 175 magyar.

## Híres emberek
- Itt született Gürtler Dénes (1881–1944) esperes-plébános, felvidéki magyar politikus, magyarországi országgyűlési képviselő
- Itt élt gyermek- és időskorában Zsélyi Nagy Lajos (1935–2005) költő, író, műfordító, publicista.[7]

## Nevezetességei
- Barokk-klasszicista kastélyát 1772-ben gróf Zichy Ferenc építtette.
- Szent Imre herceg tiszteletére szentelt római katolikus templomát 1771-ben építették a régi temető helyén. Tornya a 20. század elején épült. 1948-ban és 1974-ben renoválták. Krisztus sírba tételét ábrázoló olajfestménye 17. századi, barokk keresztelőmedencéje 18. századi. Orgonáját a 18. század második felében építették.
- A község legősibb emléke Dovorcsány falunak az Istenhegyen álló középkori temploma. 1725–1728 között átépítették, Szent András és Benedek tiszteletére szentelték fel.
- A katolikus plébánia épülete a templommal egy időben, 1771 és 1773 között épült barokk-klasszicista stílusban.

## Külső hivatkozások
- Zsély hivatalos oldala
- Hivatalos oldal
- E-obce.sk Archiválva 2010. január 19-i dátummal a Wayback Machine-ben
- Községinfó
- Zsély Szlovákia térképén